# Anillinus indianae
Anillinus indianae är en skalbaggsart som beskrevs av René Gabriel Jeannel. Anillinus indianae ingår i släktet Anillinus och familjen jordlöpare. Inga underarter finns listade i Catalogue of Life.